# Селец (Червоноградская городская община)
Селец (укр. Сілець) — село в Червоноградской городской общине Шептицкого района Львовской области Украины.
Население по переписи составляло 3390 человек. Занимает площадь 8,87 км². Почтовый индекс — 80086. Телефонный код — 3257.

## География
Село расположено на берегу реки Рата в месте впадения в неё реки Болотня.